# 東京都立大江戸高等学校
東京都立大江戸高等学校（とうきょうとりつ おおえどこうとうがっこう、英: Tokyo Metropolitan Oedo High School）は、東京都江東区千石三丁目に所在する定時制、単位制の都立高校。

## 教育課程
- 定時制課程（昼夜間・三部制）
  - 総合学科
    - 伝統・文化系列
    - 生活・福祉系列
    - 情報・ビジネス系列

## 概要
2004年4月、東京都立深川高等学校定時制課程、東京都立東高等学校定時制課程、東京都立深川商業高等学校定時制課程を統合し、「江東地区チャレンジスクール」として開校。
昼間2部、夜間1部の三部制（昼夜間定時制）・単位制・総合学科を設置しており、「支援教育を行う普通学校」の一つ、チャレンジスクールに指定されている。
新校舎は東京都立化学工業高等学校跡地に建てられた。新校舎完成以前、2004年8月までは深川商業高校を仮校舎としていた。毎年やってくるカルガモが名物である。

## 校歌
- 『東京都立大江戸高等学校校歌』 - 作詞：山本幸正・小久保正巳、作曲：山本幸正

## 学校行事
- 4月 - 入学式、新入生歓迎会
- 5月 - 体育祭
- 6月 - 中間考査
- 7月 - 生徒総会
- 8月 - 夏期講習
- 9月 - 期末考査
- 10月 - 遠足
- 11月 - 文化祭
- 12月 - 中間考査
- 1月 - 冬期講習
- 2月 - 期末考査、修学旅行
- 3月 - 卒業式、修了式、離任式

## 部活動
- 運動部
  - 卓球部
  - ダンス部
  - テニス部
  - 男子バスケットボール部
  - 女子バスケットボール部
  - バドミントン部
  - バレーボール部
  - フットサル部
  - 剣道部
  - 水泳部

- 文化部
  - 軽音楽部
  - 吹奏楽部
  - イラストレーション部
  - サイエンス部
  - 美術部
  - 和太鼓部
  - 合唱部
  - ボランティア部
  - 写真部
  - 演劇部
  - 文芸部
  - 箏曲部
  - 陶芸部
  - 書道部
  - ハンドメイド部

## 歴代学校長
- 初代校長：小久保正巳（2004～2006年度）
- 第二代校長：岡昇（2007～2012年度）
- 第三代校長：佐々木雅人（2013～2015年度）
- 第四代校長：吉田亘（2016～2017年度）
- 第五代校長：樋口博文（2018～2019年度）
- 第六代校長：金澤正美（2020年度～2021年度）
- 第七代校長：高島由紀子（2022年度〜2024年度）
- 第八代校長：馬飼野光一（2025年度〜）

## 交通
- 東京メトロ半蔵門線・都営地下鉄新宿線住吉駅 徒歩13分
- 東京メトロ東西線東陽町駅 徒歩13分
- 都営バス東22系統・錦22系統 千田停留所下車